# Autobahndreieck Vulkaneifel
Das Dreieck Vulkaneifel ist ein Autobahndreieck in Rheinland-Pfalz, das sich bei Daun befindet. Hier zweigt die Autobahn 1 von der Trasse Trier – Koblenz (zunächst AutobahnNr.: A74/E74) nach Norden ab und beginnt die Autobahn 48 in Richtung Koblenz.

## Geschichte
Im Rahmen der Planung der Reichsautobahn von der (heutigen) Autobahn A3 über Koblenz durch die Eifel nach Wittlich und Trier wurde bereits in den 1930er Jahren ein Autobahndreieck für einen Abzweig nach Norden vorgesehen. Von Kaisersesch bis an die Bundesstraße 49 bei Wittlich wurde der Bau als zweispurige Bundesstraße 408 ab den 1950er Jahren unter Nutzung alter Erdarbeiten realisiert. Alle Brücken wurden für den späteren Endausbau breit ausgelegt, die Steigungen entsprechen noch heute den ursprünglichen Planungen. Die damals bereits am geplanten Dreieck abgeschlossenen Erdarbeiten wurden unverändert für den Bau der A1 bzw. den Ausbau der A48 genutzt.

## Geographie
Das Autobahndreieck liegt im namensgebenden Vulkaneifelkreis, östlich der Stadt Daun. Die umliegenden Gemeinden sind Mehren und Steiningen, auf deren Gebiet es sich auch befindet. Die nächstgelegenen größeren Städte sind Trier (im Südwesten) und Koblenz (im Nordosten).

## Besonderheiten
Der Eifelautobahn genannte Abschnitt der A1 ist im weiteren Verlauf in Richtung Köln zwischen den Ausfahrten Kelberg und Blankenheim (Ahr) unterbrochen, ein Lückenschluss ist derzeit in Planung.
Das Dreieck liegt mitten im Naturpark Vulkaneifel, unweit des Schalkenmehrener Maars.

## Verkehrsaufkommen
| Von            | Nach            | Durchschnittliche tägliche Verkehrsstärke | Durchschnittliche tägliche Verkehrsstärke | Durchschnittliche tägliche Verkehrsstärke | Anteil Schwerlastverkehr | Anteil Schwerlastverkehr | Anteil Schwerlastverkehr |
| Von            | Nach            | 2005                                      | 2010                                      | 2015                                      | 2005                     | 2010                     | 2015                     |
| -------------- | --------------- | ----------------------------------------- | ----------------------------------------- | ----------------------------------------- | ------------------------ | ------------------------ | ------------------------ |
| AS Daun (A 1)  | AD Vulkaneifel  | 08.100                                    | 11.600                                    | 11.100                                    | 09,7 %                   | 09,0 %                   | 08,8 %                   |
| AD Vulkaneifel | AS Mehren (A 1) | 20.900                                    | 23.200                                    | 25.700                                    | 16,3 %                   | 13,3 %                   | 13,0 %                   |
| AD Vulkaneifel | AS Ulmen (A 48) | 23.800                                    | 22.400                                    | 23.700                                    | 14,1 %                   | 14,3 %                   | 14,6 %                   |